# Rubia de los ojos celestes
«Rubia de los ojos celestes» es una canción del grupo de hard rock chileno Tumulto. Su nombre es una metáfora sobre las anfetaminas, haciendo referencia a la pastilla “rubia de ojos celestes”, nombre con el que popularmente se conocía en Chile al desbutal, debido al diseño de la cápsula, mitad amarilla y mitad celeste.
El éxito de esta canción derivó desde la escena subterránea hasta el reconocimiento discográfico de la juventud chilena que quería alargar sus noches más allá de los límites del toque de queda y, pronto, se convirtió en un himno generacional.

## Versiones
La canción cuenta con varias versiones grabadas a lo largo de la trayectoria de la banda:
- 1977: Versión original, editada como single por el sello EMI.
- 1983: Incluida en el casete conocido por el nombre de su sello, Raíces latinoamericanas.
- 1987: Incluida en el disco Tumulto I, editado por el sello Star Sound.
- 1993: Versión pop